# IV. Mikhaél bizánci császár
IV. (Paphlagoniai) Mikhaél, eredetileg Mikhaél Orphanothroposz, magyarosan IV. Mihály (görögül: Μιχαὴλ (Δ´) ὁ Παφλαγὼν, Paphlagonia, 1005 körül – Konstantinápoly, 1041. december 10.) a Bizánci Birodalom császára (uralkodott 1034. április 11-től haláláig), Zóé császárnő második férje volt. Uralkodása alatt teljhatalmú minisztere, Jóannész Orphanothroposz megerősítette a bizánci államot, ő maga pedig sikeres hadvezérnek bizonyult.

## Trónra jutása
Fivére, az eunuch szerzetes, Jóannész vezette be a császári palota női termeibe. Zóé császárnő, akit férje, III. Rómanosz elhanyagolt, beleszeretett a fiatal, vonzó paphlagoniai parasztfiúba, és szeretőjévé tette. Rómanosz talán mérgezés révén bekövetkezett halálának napján eljegyezték egymást, és rövidesen össze is házasodtak. Mikhaél azonban szintén érdeklődését vesztette, amint elfoglalta a trónt, és Zóét tehetséges intrikus fivére felügyeletére bízta.

## Uralkodása
Mikhaél nem volt tehetségtelen hadvezér, de epilepszia gyötörte, amely az idő előrehaladtával egyre súlyosabb rohamok formájában tört rá. A polgári ügyek intézését eunuch fivérére bízta, aki vasszigorral hajtotta be a társadalom minden rétegén az adókat, amely feladatot az állami bürokrácia és a hivatali nemesség támogatásával vitt végbe. Az adóterhek azonban olyan súlyosnak bizonyultak, hogy idővel lázadásokhoz vezettek. Zeta (Diokleia) fejedelme, Sztefan Vojiszlav 1035-ben megtagadta az adófizetést, ám a dürrakhioni bizánci erők legyőzték és elfogták. A fejedelem erre behódolt, de rövidesen ismét fellázadt, és IV. Mikhaél halála után végleg függetlenedett a császárságtól.
A közvetlen bizánci irányítás alatt álló szláv lakosságot különösen sújtották az adóügyi szigorítások, mert az addigi természetbeni juttatások helyett immár tőlük is készpénzt követeltek. Sérelmeiket növelte, hogy 1037-ben nem szláv, hanem konstantinápolyi görög egyházfit neveztek ki Ohrid érsekévé. A kirobbanó lázadást Peter Deljan, Sámuel bolgár cár állítólagos unokája vezette, aki 1040 őszén cárrá kiáltotta ki magát Belgrádban. A felkelés a Balkán nagy részén elterjedt, beleértve a görögök lakta területek északi részét is; a vezetésbeli egyenetlenségek miatt – Iván Vladiszláv fia, Aluszian megvakította Deljant és átállt Bizánchoz – azonban váratlan gyorsasággal, alig egy éven belül sikerült leverni a hatalmas néptömegeket egyesítő lázadást.
Bizáncot sikerült egy időre nyugaton is megerősíteni. A szicíliai Kalbiták 1035-ben felajánlották, hogy az egyiptomi Fátimidák helyett ezentúl Bizánc hűbéresei lesznek, de ezt a törekvést észak-afrikai Zírídák emírsége fegyverrel fojtotta el. Mikhaél azonban nem feledkezett meg a szigetről, és 1038-ban flottával odaküldte Geórgiosz Maniakészt, aki az elkövetkező évek során fokozatosan visszahódította a sziget keleti partvidékét Szürakuszai és Messzéné városával együtt.

## Utódlása
A hadjáratot személyesen vezető Mikhaél halálos betegen tért vissza fővárosába. A trónt eunuch fivére a családban akarta megőrizni, ezért unokaöccsüket, Mikhaél Kalaphatészt adoptáltatta Zóéval, aki egyúttal kaiszari címet is adott neki. IV. Mikhaél élete utolsó napját az Agioi Anargüroi (azaz az ingyen gyógyító Szent Kozma és Szent Damján) kolostorában töltötte 1041. december 10-én.